# 自覺運動
自覺運動，為1960年代台灣青年學生發起的社會運動，內容為提振中華民國國民公德心的運動。發起人是台大學生陳鎮國。

## 始末
1963年5月18日，国立台湾大學的美國留學生柏大恩（Don Baron）以筆名「狄仁華」在《中央日報》副刊投書《人情味與公德心》，批評當時台灣的自私、善嫉、冷漠、社會腐化現象，引起不少青年學生共鳴。1963年5月20日，台大學生陳鎮國與國立政治大學代聯會總幹事許席圖決定成立「中國青年自覺運動推行會」（自覺會），以「我們不是自私頹廢的一代」作為宗旨，號召學生從事社會服務。
自覺運動參與的學校除台大、政大之外，大學還包括東吳大學、國立台灣師範大學、國立清華大學、中原大學、靜宜大學等，高中有北一女、景美女中、建國中學、台師大附中、成功高中、強恕高中、開平高中、蘭陽女中、新竹中學等學校。並且除台北總會外，尚有基隆、新竹、苗栗、台中、嘉義、台南、高雄、宜蘭等八個分會。而且許席圖也有意成立「統一事業基金會」（統中會）作為資金來源。
但是自覺運動引發當時主導台灣學生事務的救國團注意，自覺運動便受到國防部、警備總部、法務部調查局、內政部警政署等單位成立的「七一一專案小組」進行打壓，許席圖等統中會案幹部先後於1969年2月被捕入獄，其他相關人士也被約談，是為「統中會案」；自覺運動與統中會案也在政府壓力下走入尾聲。
1963年8月，柏大恩學成返回美國。1967年，柏大恩與江雅美結婚，定居檀香山傳教。
1969年6月，許席圖、劉秀明、周順吉、呂建興、莊信男被移送警備總部軍法處看守所；同月底被軍事檢察官依《懲治叛亂條例》第二條第三項起訴。1969年9月12日，劉秀明被依《懲治叛亂條例》第二條第三項判處有期徒刑10年、褫奪公權5年，周順吉、呂建興、莊信男被依《懲治叛亂條例》第二條第一項判處有期徒刑15年、褫奪公權10年，四人均提起上訴；而在此之前，許席圖因台大醫院開具精神分裂症診斷證明，已獲得軍事法庭裁定停止審判。1970年3月19日，國防部軍法覆判局將本案發回更審。1970年4月，周順吉、呂建興、莊信男各被判處無期徒刑及褫奪公權終身，劉秀明被判處有期徒刑15年、褫奪公權10年。1973年，許席圖被送往台北市立療養院。1975年，中華民國總統蔣中正逝世，政府頒佈全國性減刑，周順吉、呂建興、莊信男改處有期徒刑15年，劉秀明改處有期徒刑10年。1984年，呂建興獲釋。
1987年7月15日，台灣解嚴，警備總部依《動員戡亂時期國家安全法》將政治案件移送台灣高等法院審理。1991年5月22日，《懲治叛亂條例》被廢止。1992年6月11日，台灣高等法院合議庭經過評議，認為本案被告雖有顛覆政府之意圖，但無具體事證認其有以強暴、脅迫之非法方法實行，因此諭知免訴。

## 後續
1986年10月，呂建興創辦學生運動雜誌《南方雜誌》。1988年2月，《南方雜誌》停刊，總共發行16期。在黃信介擔任民主進步黨主席的時代，呂建興擔任民主進步黨泛美麗島系智庫“台灣政治經濟研究室”主任研究員。1989年，民主進步黨秘書長張俊宏主編的書《到執政之路：“地方包圍中央”的理論與實際》，執筆者是郭正亮（筆名「江迅」）、黃吉川（筆名「江夏」）、林朝成（筆名「呂鯤」）與呂建興（筆名「呂昱」）。
2013年9月11日，柏大恩逝世。陳鎮國現為美國環宇電腦公司董事長、美國十大華人企業家之一。
早年參加中國青年自覺運動推行會的會員，於2013年10月27日該會成立50週年日發行紀念書《自覺覺人．自強強國：中華民國青年自覺運動實錄（1963～1970）》（中華民國青年自覺運動編輯委員會作，禾年實業出版，ISBN 978-986-89820-1-7）。該書內容包括自覺運動之始末回顧、大事紀要、組織章程、歷任重要工作幹部名單、原始文物與照片、新聞報導紀錄以及諸多會員撰寫之第一手資料，書中也提及馬英九、謝長廷、秦金生與自覺運動之關連，堪稱為首本較完整之自覺運動史料書刊。
2021年1月28日，呂建興在風傳媒的專訪中說，民進黨執政未必對「威權幽靈」有警覺，數位身分證便是其中一例。